# 中国天文学会黄授书奖
中国天文学会黄授书奖是中华人民共和国的天文学奖项，设立于2007年，用于纪念黄授书先生，促进中国天文学的发展，鼓励并表彰在天文学研究中取得突出成果的年轻天文学家。奖项每两年颁发一次，每次不超过两项。

## 章程

### 宗旨
为纪念黄授书先生，促进中国天文学的发展，鼓励并表彰在天文学研究中取得突出成果的年轻天文学家，中国天文学会特设立黄授书奖。

### 奖励范围、名额及奖金数额
黄授书奖每两年颁发一次，每次不超过两项，授予在天文学研究中取得突出成果的四十岁以下的中国天文学家，其获奖工作应主要在国内完成。总奖金为五万元人民币。

### 评选委员会
评选委员会由学会聘请七名天文学家组成，每届二年，连任期最长不超过二届。一般每届换1/2，新任委员可由上届评选委员会建议，由中国天文学会常务理事会讨论决定。

## 历届获奖名单
| 届次   | 年份 | 获奖者 | 所属单位               | 评选委员会名单                                                               |
| ------ | ---- | ------ | ---------------------- | ---------------------------------------------------------------------------- |
| 第一届 | 2007 | 单文磊 | 中国科学院紫金山天文台 | 陈建生（主席）、苏洪钧、张柏荣、廖新浩、杨戟                                 |
| 第二届 | 2009 | 王俊贤 | 中国科学技术大学       | 方成（主席）、杨戟、廖新浩、吴学兵、邓李才、朱永田、朱宗宏                   |
| 第三届 | 2011 | 张鹏杰 | 上海交通大学           | 方成（主席）、吴学兵、邓李才、朱永田、朱宗宏、鲁春林、侯金良                 |
| 第三届 | 2011 | 黄永锋 | 南京大学               | 方成（主席）、吴学兵、邓李才、朱永田、朱宗宏、鲁春林、侯金良                 |
| 第四届 | 2013 | 杨小虎 | 中国科学院上海天文台   | 鲁春林（主席）、侯金良、韩金林、李国平、丁明德、刘晓为、王挺贵、毕少兰、李焱 |
| 第五届 | 2015 | 王晓峰 | 北京大学               | 丁明德（主席）、韩金林、李国平、刘晓为、毕少兰、赵长印、袁峰、王俊贤、韩占文 |
| 第五届 | 2015 | 程鑫   | 南京大学               | 丁明德（主席）、韩金林、李国平、刘晓为、毕少兰、赵长印、袁峰、王俊贤、韩占文 |
| 第六届 | 2017 | 东苏勃 | 北京大学               |                                                                              |
| 第六届 | 2017 | 王慧元 | 中国科学技术大学       |                                                                              |